# Jean-Marie-Jérôme Fleuriot de Langle
Pour les articles homonymes, voir Fleuriot.
Jean-Marie-Jérôme Fleuriot, marquis de Langle, né à Dinan, 13 décembre 1749 et décédé à Paris le 12 octobre 1807, est un militaire et écrivain français.

## Biographie
Issu d'une branche cadette d'une famille de la noblesse bretonne, il devint page de la Dauphine en 1767, puis mousquetaire noir. Un scandale dont on ne sait rien lui valut deux ans d'exil dans une ville de province. Il s'engagea ensuite sur le vaisseau Le Solitaire, commandé par un de ses parents et participa à la guerre d'indépendance américaine. À son retour, n'ayant pu se maintenir dans l'armée, il se tourna vers la carrière littéraire où il s'essaya dans plusieurs genres tels que le roman par lettres, le recueil d'anecdotes ou le récit de voyage.
À la Révolution, il est emprisonné six mois à prison de la Force, puis servit d'agent secret au ministre Molleville.
Son physique ingrat, sa causticité, ses désordres et son goût de faire parler de lui, lui valent d'être comparé parfois à Mirabeau.[réf. nécessaire]

## Œuvres
- Voyage de Figaro en Espagne (Saint-Malo, 1784). Bien que n'ayant jamais mis les pieds en Espagne, Fleuriot y dresse, de manière piquante, un tableau noir de l'Espagne et des espagnols, critiquant leur gouvernement, leur religion et leurs mœurs. Ce récit fit un tel scandale que le roi Charles III s'en plaignit au gouvernement français et menaça d'interdire l'entrée de son royaume à tous les Français. L'ouvrage fut alors condamné à être brûlé par arrêt du Parlement de Paris du 26 février 1786, après un long et virulent réquisitoire de l'avocat général Séguier. Cette condamnation spectaculaire valut à l'auteur l'engouement du public : l'ouvrage connut six éditions, et fut traduit en anglais, en allemand, en danois et en italien.
- Amours ou Lettres d'Alexis et Justine  (1786), roman. T1
- Nouveau Werther, imité de l'Allemand (1786), inspiré de Goethe.
- Tableau pittoresque de la Suisse (1790).
- Paris littéraire (1798), ouvrage qui fut réimprimé sous le titre de L'Alchimiste littéraire, ou décomposition des grands hommes du jour.
- Mon voyage en Prusse, ou Mémoires secrets sur Frédéric-le-Grand et la Cour de Berlin (1807)

## Source
- Prosper Jean Levot, Biographie bretonne, recueil des notices sur tous les Bretons qui se sont fait un nom, Tome I, Paris, Cauderan, Vannes et Dumoulin, 1852, 975 p. [détail de l’édition]